# آب‌وهوای استان البرز
آب‌وهوای استان البرز با قرار گرفتن در دامنه جنوبی رشته‌کوه البرز، اقلیمی گوناگون دارد که تحت تأثیر ارتفاعات، نزدیکی به کویر مرکزی ایران و جریان‌های جوی از سمت غرب و شمال کشور شکل گرفته است. ارتفاعات البرز نقش اساسی در شکل‌گیری اقلیم‌های استان ایفا می‌کنند. در فصول سرد سال، استان البرز تحت تأثیر سیستم‌های جوی شمالی، شمال‌غربی و غربی، به‌ویژه جریان‌های جنوب‌غربی قرار دارد و میزان بارش‌های آن نیز از فعالیت این سامانه‌ها تأثیر می‌پذیرد. بارندگی‌های این منطقه از ماه‌های آبان و آذر آغاز شده و تا اواسط اردیبهشت‌ماه ادامه می‌یابد.

## عوامل اصلی
از عوامل اصلی شکل‌دهنده اقلیم استان البرز می‌توان به ارتفاع، عرض جغرافیایی، منابع آبی و سیستم‌های هواشناسی مؤثر بر آن اشاره کرد. در کنار این چهار عامل اساسی، عواملی همچون پوشش گیاهی، کشاورزی و صنایع نیز، هرچند به صورت فرعی، بر اقلیم استان تأثیرگذارند.

### ارتفاعات
ارتفاعات کندوان و کوه‌های طالقان در بخش شمال‌غربی استان البرز امتداد یافته و تا محل تلاقی رودخانه الموت با رودخانه طالقان کشیده شده‌اند. این رشته‌کوه‌ها همچون دیواری عظیم، دو اقلیم شمال و جنوب البرز را از یکدیگر متمایز کرده‌اند.

### موقعیت جغرافیایی
یکی دیگر از عوامل مؤثر در شکل‌گیری اقلیم یک منطقه، عرض جغرافیایی است. با توجه به محدودیت گستردگی عرض جغرافیایی در استان البرز، تأثیر این عامل بر اقلیم استان چندان قابل توجه نیست. از این رو، سنجش پارامترهای اقلیمی مرتبط با عرض جغرافیایی، مانند ساعات آفتابی، تشعشع و میزان انرژی دریافتی از خورشید، اختلافات چشمگیری را در سطح استان البرز نشان نمی‌دهد. از نظر جغرافیایی، این منطقه از شمال به استان مازندران، از غرب به استان قزوین، از شرق به استان تهران و از جنوب به استان مرکزی محدود می‌شود.

#### سدها

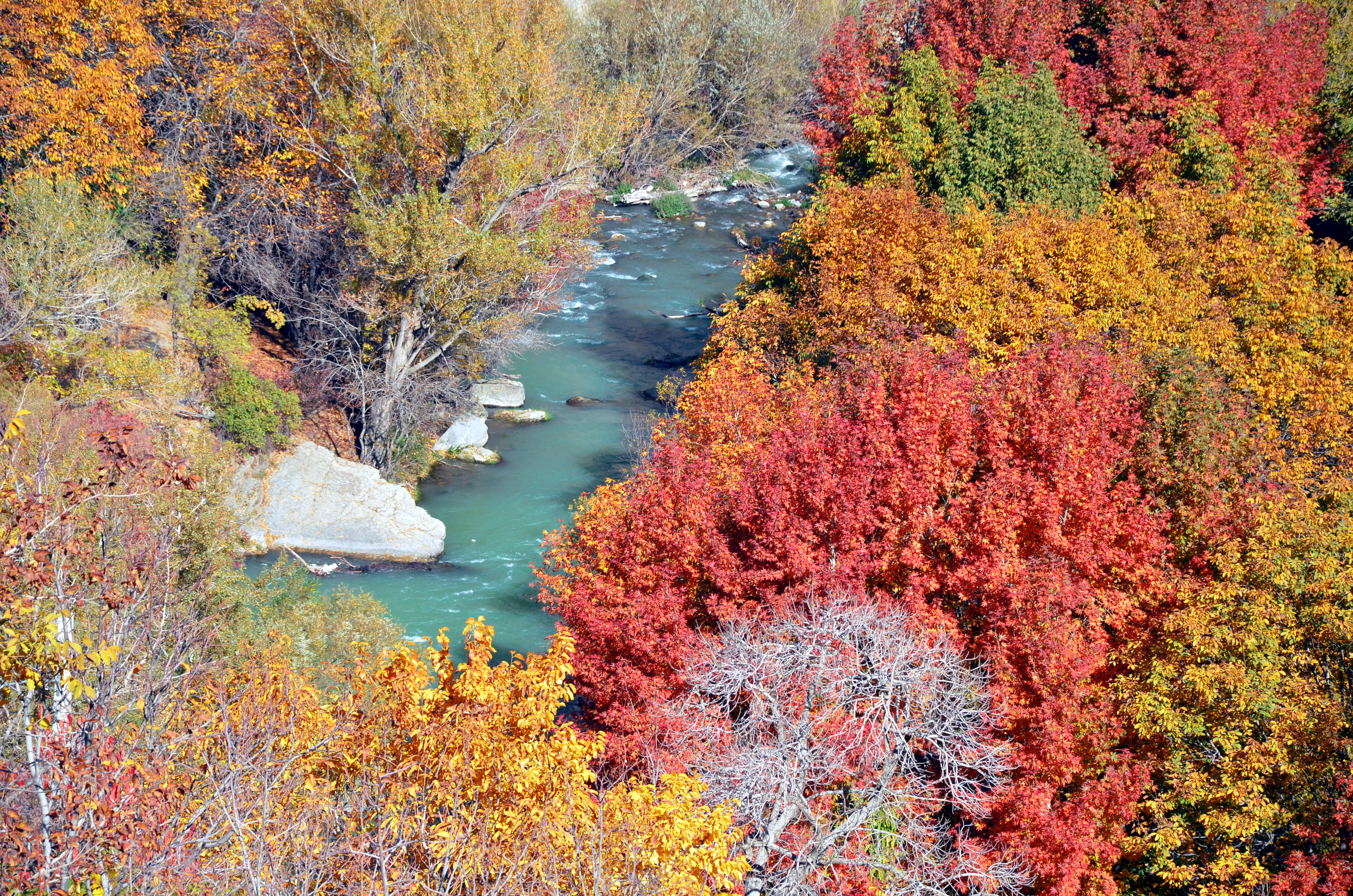
رودخانه کرج نقش قابل‌توجهی در تعدیل آب‌وهوا و ایجاد رطوبت نسبی در نواحی اطراف خود ایفا می‌کند. ای
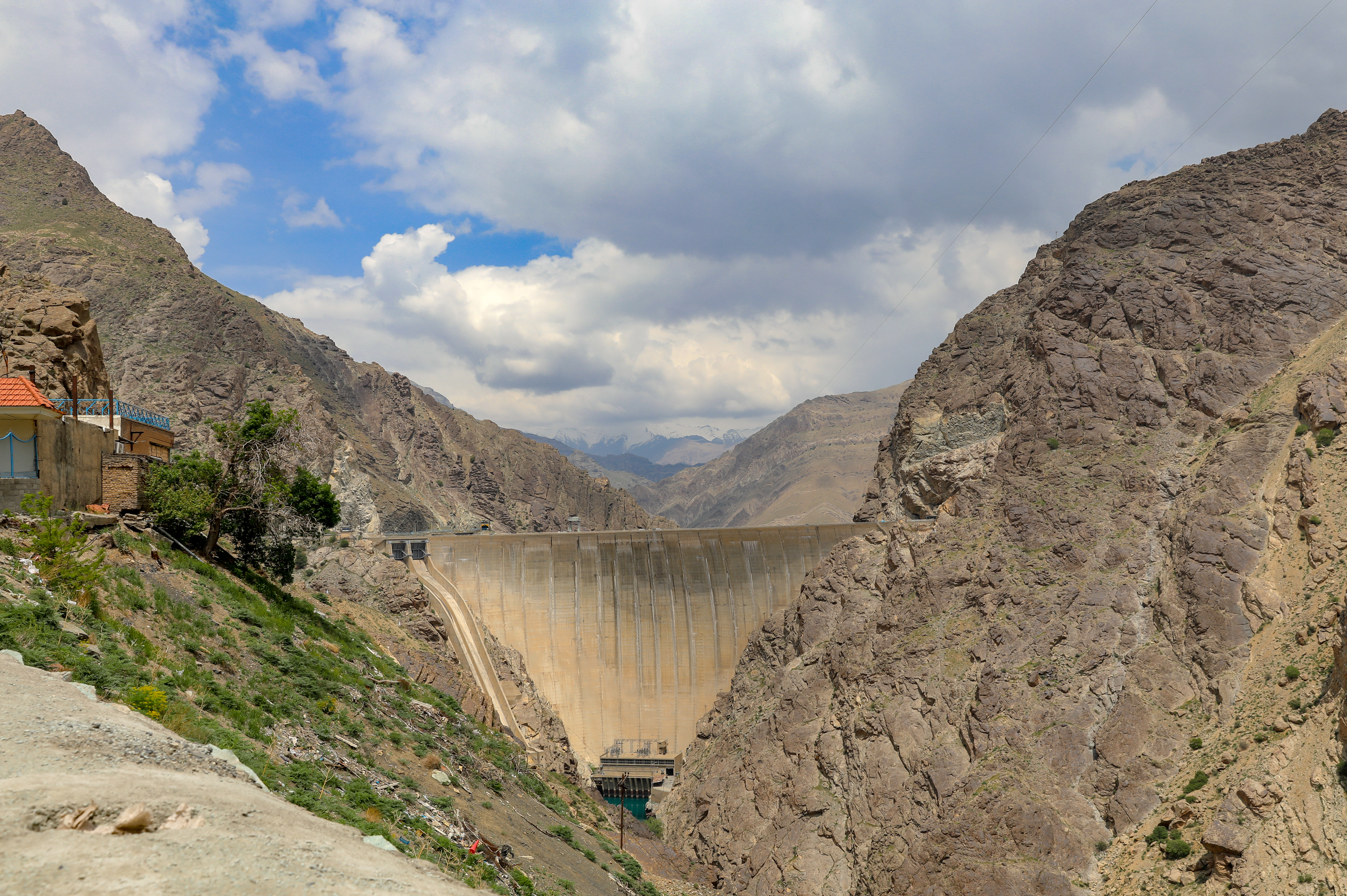
سد امیرکبیر
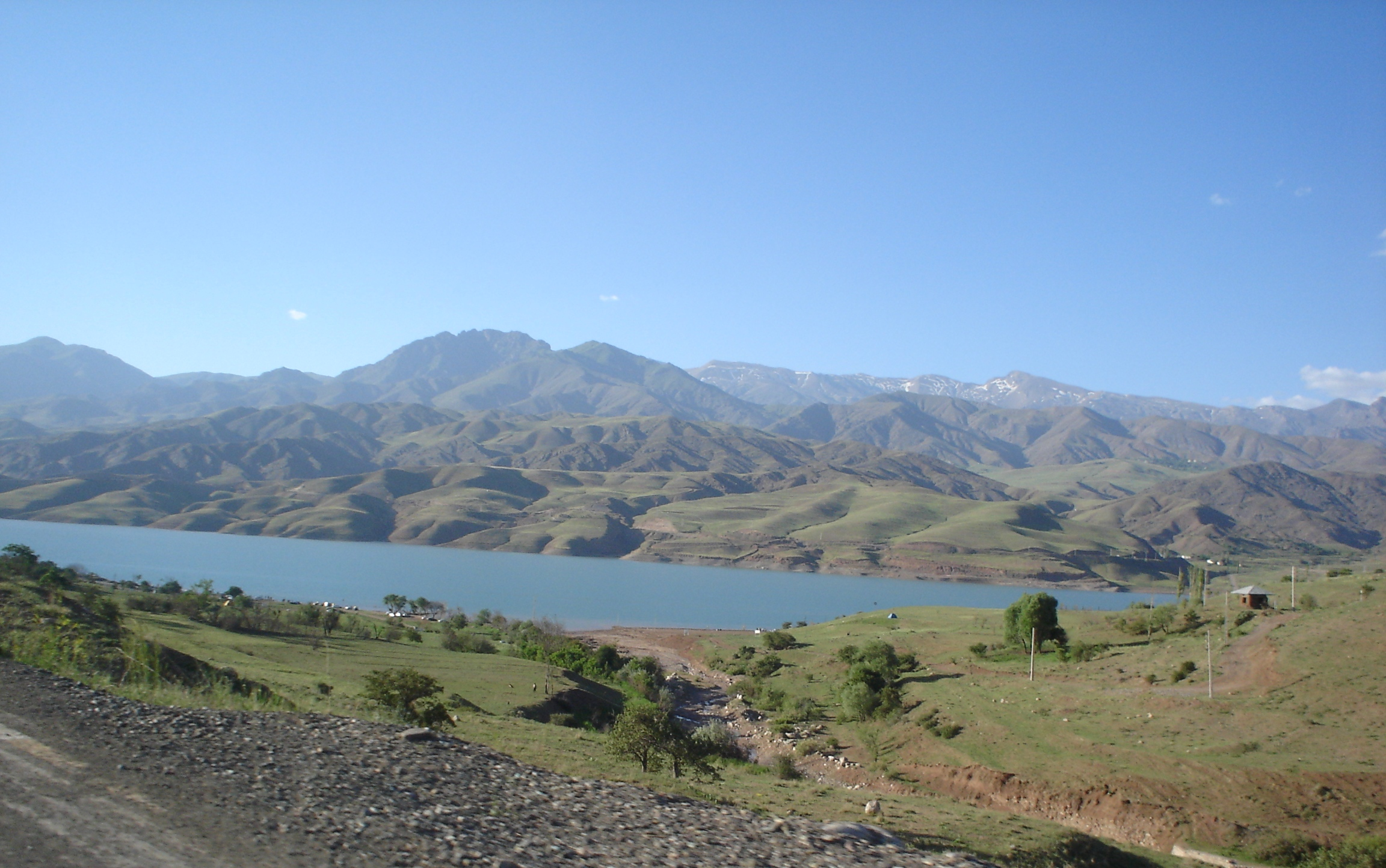
سد طالقان